# Množenje
Množenje cijelih brojeva je aritmetička operacija višestrukog zbrajanja broja sa samim sobom. Na primjer, četiri pomnoženo s tri je dvanaest, jer kad tri puta zbrojimo 4 sa samim sobom dobijemo dvanaest:
{\displaystyle 4\cdot 3=4+4+4=12.\!\,}

## Svojstva množenja
Za cijele brojeve, racionalne, realne i kompleksne brojeve množenje posjeduje sljedeća svojstva (tj. množenje u tim skupovima ispunjava sljedeća svojstva):
komutativnost
množenik i množitelj mogu zamijeniti mjesta bez promjene umnoška
x · y = y · x.
asocijativnost
redoslijed množenja nije bitan
(x · y)·z = x·(y · z).
distributivnost
množenje je distributivno prema zbrajanju
x·(y + z) = x·y + x·z.
neutralni element
broj jedan
nula
množenjem nulom dobijemo nulu
suprotni brojevi
množenjem s -1 dobijemo suprotni broj
inverzni element
Svaki x, osim nule ima svoj inverzni element, {\displaystyle {\frac {1}{x}}} takav da je {\displaystyle x\cdot {\frac {1}{x}}=1}

## Umnožak niza
Umnožak članova niza zapisujemo velikim grčkim slovom pi (∏). Interpretira se slično kao i red. Ispod simbola ∏ je izraz a = x gdje je a neka varijabla, tzv. indeks množenja, a x prirodni broj, početna vrijednost na koju ju inicijaliziramo, tj. donja granica. Iznad simbola piše gornja granica umnoška, prirodni broj. Na primjer,
{\displaystyle \prod _{i=1}^{4}i=1\cdot 2\cdot 3\cdot 4=24}
Uvrštavanjem i u izraz desno dobijemo brojeve 1, 2, 3 i 4.
Poopćenjem,
{\displaystyle \prod _{i=m}^{n}x_{i}=x_{m}\cdot x_{m+1}\cdot x_{m+2}\cdot \,\,\cdots \,\,\cdot x_{n-1}\cdot x_{n},}
gdje su m i n prirodni brojevi. Za m = n, vrijednost umnoška iznosi xm. Ako pak je m > n, umnožak je bez faktora te iznosi 0.